# Gavi
Gavi es una localidad y comune italiana de la provincia de Alessandria, región de Piamonte, con 4.622 habitantes.

## Evolución demográfica
| Gráfica de evolución demográfica de Gavi entre 1861 y 2001 |
|                                                            |
| Fuente ISTAT - elaboración gráfica de Wikipedia            |

## Sitios de Interés e Históricos
Aprovechando el relieve montañoso que se proyecta sobre la ciudad, seconstruye un fuerte militar con el fin de defender la ciudad y los límites de su república. Los robustos bastiones de la fortaleza, construidos y ampliados entre los siglos XVI y XVIII, forman un polígono en forma de estrella puntiaguda, que ofrece un impacto visual impresionante.
Cuando Gavi pasó a formar parte del territorio piamontés, a partir del año 1815, los Saboya decidieron transformar el fuerte en una prisión: una estructura tan fácilmente defendible parecía ideal para cumplir esta función, durante las guerras mundiales los prisioneros extranjeros y los desertores italianos estuvieran encerrados entre estos inexpugnables muros.